# Porcataraneus
Genre
Porcataraneus est un genre d'araignées aranéomorphes de la famille des Araneidae.

## Distribution
Les espèces de ce genre se rencontrent en Chine et en Inde.

## Liste des espèces
Selon World Spider Catalog (version 18.5, 06/10/2017) :
- Porcataraneus bengalensis (Tikader, 1975)
- Porcataraneus cruciatus Mi & Peng, 2011
- Porcataraneus nanshanensis (Yin, Wang, Xie & Peng, 1990)

## Publication originale
- Mi & Peng, 2011 : Description of Porcataraneus gen. nov., with three species from China (Araneae: Araneidae). Oriental Insects, vol. 45, p. 7-19.